# Herb Jedlni-Letniska
Herb Jedlni-Letniska – jeden z symboli miasta i gminy Jedlnia-Letnisko w postaci herbu

## Wygląd i symbolika
Herb przedstawia na tarczy o polu czerwonym złoty proporzec z chorągwią, a pod nim dwie skrzyżowane w literę V złote gałązki jodłowe barwy złotej.
Kolor tarczy i chorągiew nawiązują do herbu rodu Przerowa, szczególnie do postaci Tomasza Zawiszy Kroczowskiego, związanego z tym regionem. Natomiast gałązki symbolizują zlokalizowany na terenie miasta i gminy rezerwat przyrody Jedlnia.

## Historia
Herb został ustanowiony uchwałą z dnia 16 grudnia 2021 roku. Autorem projektu jest Robert Szydlik.